# Саборна црква у Сарајеву
Саборна црква Рождества Пресвете Богородице у Сарајеву један је од највећих српских православних храмова на Балканском полуострву. Налази се у центру Сарајева.

## Историја
Одлука о градњи Саборне цркве Рождества Пресвете Богородице у Сарајеву донијета је почетком 1859. године у периоду када су европске велике силе Уједињено Краљевство, Француска и Русија, вршиле притисак на Османско царство да дозволи вјерске слободе својим грађанима, односно да да дозволу за изградњу цркава. Самој изградњи храма претходио је Париски мир 1856. године којим је Турска, на инсистирање других земаља, признала равноправност муслимана и хришћана. Ово је у пракси значило да се дозвољава зидање нових и обнова старих цркава, као и отварање школа. У овом периоду пред крај вишевјековне владавине Османског царства, на простору југоисточне Европе који су насељавали Срби, изграђен је велики број српских православних храмова, док се изградња великих саборних храмова ограничавала на градске средине и дотадашња сједишта митрополија и епархија Српске православне цркве. У овом периоду пред крај владавине Османског царства, и остваривања вјерских слобода након вишевјековне окупације, су изграђене Саборна црква у Београду (1837—1845), Саборна црква у Новом Саду (1851), Саборна црква у Нишу (1856—1872), Саборни храм светог великомученика Георгија у Смедереву (1850—1854), Саборна црква у Мостару (1863—1873), те Саборна црква у Сарајеву (1859—1874).
Од 1859. па до 1862. године купљено је земљиште и материјал за градњу цркве. Земљиште је купљено у равници, с десне стране ријеке Миљацке. Радови на изградњи катедре митрополита дабробосанских започели су 1863. године по одобрењу султана Абдула Азиза. Темељ је освећен 11. јуна поменуте године. Радови на цркви су трајали једанаест година. Потпуно је завршена 1. маја 1874. године. Освећена је на Св. Илију, 20. јула 1872. године, а чин освећења је обавио његово Високопреосвештенство, митрополит дабробосански, господин Пајсије. Саборна црква је грађена од добровољних прилога који су сакупљани од 1863. године па до завршетка градње. Прилоге су давали православни Срби из Сарајева, околних села, трговци из Београда, Дубровника, Беча и Трста. Према једном податку прилог од 556 дуката је дао султан Абдул Азиз, који је уједно и издао дозволу за изградњу храма. Правитељство Српско из Београда је дало 500 дуката (30.500 гроша), а кнез Михаило Обреновић 150 дуката (9.150 гроша). Митрополит Сава Косановић је за вријеме свог боравка у Русији прикупио 1.870 дуката (114.111 гроша). Градња цркве повјерена је Андреји Дамјанову, чувеном неимару из Велеса, који је такође зидао Саборну цркву Свете Тројице у Мостару, својевремено највећу цркву на простору Балкана, која је у потпуности срушена у току рата 1992. године.

## Архитектура храма
Црква је у основи тробродна базилика са уписаним крстом и има пет купола, саграђена је од камена и првобитно је покривена оловом. Има шестора врата. Под је од тесаних плоча. Олтар и простор испред олтара уздигнут је за три степеника. Иконе на иконостасу, које је архимандрит Сава Косановић донио 1873. године из Русије су позлаћене. Уза зид су постављени дрвени столови за старе и немоћне. Уз десни стуб налази се позлаћени трон за митрополита. На лијевој страни, према митрополитовом трону, начињен је мањи позлаћени сто за архимандрита. Изнад архимандритског стола постављен је позлаћени амвон са отвореном златном књигом, на којој ђакон чита Јеванђеље а проповједници изговарају бесједе. На средини амвона, из сунчевих зрака, блиста путир. Цркву краси осам кубета – пет већих и три мања изнад олтара. У црквеним зидовима налази се два реда прозора а на олтару четири. Дужина цркве је 37 m, ширина 22,5 m, висина: зидови 15,5 m, а средња купола 34 m, у малим куполама 20 m. Звоник који је изграђен у барокном стилу висок је 45 m. Крст на звонику и јабука су прилог имућних сарајевских госпођа. Порта је ограђена ниским зидом са гвозденом оградом. У порти су биле засађене питоме руже и мирисне липе. Саборни храм у Сарајеву красе дјела чувених сликара а између осталих Паје Јовановића. Градитељ храма је био Андреја Дамјанов.

## Саборна црква у Првом свјетском рату
Непосредно након Видовданског атентата, односно наредног дана 29. јуна 1914. године, аустроугарска полиција и шуцкори су одржали организоване антисрпске демонстрације у Сарајеву. Током ових демонстрација је страдала зграда Сарајевске богословије, и палата Митрополије које се налазе у саставу Саборне цркве и које су наслоњене на сам храм. Велики број свештеника и вјерника је ухапшен, а неколико је убијено. 
За вријеме Првог свјетског рата Аустријанци су скинули оловни кров са цркве као и црквена звона. Прекрили су је слабим плехом, што је допринијело пропадању цркве. Поправци цркве споља и изнутра приступило се пошто је рат завршен, крајем маја 1921. године. Црква је прекривена бакром, изнутра је обојена масном бојом, у цркву је уведена струја и урађен је нови под. Иконостас је пребојен златом. Купљена су три звона у Трсту. Највеће звоно је тешко 2.800 kg, средње 1.600 kg, и најмање 750 kg. Радови на цркви су завршени пред Божић 1922. године, тако да је на Божић извршено освећење цркве и служена је прва Литургија.

## Саборна црква у Другом свјетском рату
У Сарајево у априлу 1941. улазе њемачке и усташке трупе. Након успоставе власти, почетком маја 1941. године усташки повјереник и римокатолички фратар Божидар Брале наређује забрану ћириличног писма. Дана 12. маја 1941. у згради Митрополије усташе хапсе митрополита Петра Зимоњића, а пар дана касније га одводе у Загреб. Никада није утврђено да ли је митрополит Петар Зимоњић убијен у логору Јасеновац или Јадовну 1941. године.
Усташке власти су у мају 1941. године успоставиле редовну жељезничку линију на линији Сарајево-Загреб-Јасеновац, којом су сточним вагонима свакодневно одводили православне Србе у логор Јасеновац. Усташке власти су забраниле Српску православну цркву, а скоро све свештенство у Сарајеву је одведено у усташке логоре, најчешће логор Јасеновац и логор Јадовно. Само неколико свештеника је преживјело Други свјетски рат у Сарајеву.

## Саборна црква у рату 1992—1995
Саборна црква је у току рата доста оштећена. Богослужење се у њој није вршило у периоду 1992–1996. године. Палата Митрополије која се налази у саставу Саборне цркве, је опљачкана и гранатирана 1992. године. Исте године је дио палате Митрополије изгорио заједно са библиотеком и архивом. Са подручја саме Митрополије се иселило 200.000 православних Срба.

## Обнова Саборне цркве након 1996.
Спољна реконструкција цркве је обављена након рата донацијом Грчке Републике. У годинама послије рата, Српска православна црква покушава да врати у посјед зграду Сарајевске богословије, односно зграду Економског факултета у Сарајеву, простор који је припадао Саборној цркви. Спор је још увијек у току. Због ратних догађаја Његово Високопреосвештенство, митрополит дабробосански господин Николај, привремено је пренио своје сједиште из Сарајева у Републику Српску, у оближњи Соколац, тако да је соколачки храм Светог Илије постао Саборни храм митрополије дабробосанске, међутим у народу се назив Саборна црква упркос свему и даље везује за Храм Рождества Пресвете Богородице. Митрополит дабробосански господин Николај је одмах по успостављању стабилног и одрживог мира скоро све важније црквене обреде укључујући Божићну и Васкршњу литургију, почео да врши у Сарајеву међутим Саборна црква сарајевска иако огромна и грандиозна некада је била тијесна да прими све вјернике а данас опслужује малобројне сарајевске православне Србе којих је из године у годину у Сарајеву све мање.

## Хор Саборне цркве
У Саборној цркви у Сарајеву од 1888. године па до данас пјева Српско православно пјевачко друштво Слога. Замисао за оснивање друштва је потекла из редова сарајевских Срба занатлија које су предводили Ристо Максимовић, прота Стијепо Трифковић, као и прота Ђорђе Петровић, који је био члан и утемељивач СПД Слога. Рад Слоге био је интензиван све до фебруара 1992. године и првих знакова рата у Југославији. Због болести, која ће га годину дана касније покосити, диригент Бранко Глумац напушта диригентско мјесто, а његов рад у ратном Сарајеву наставља његова сестра Бранка Бошњак, професор музике.
Нови рат је донио нову голготу сарајевским Србима. Тих година су сви српски православни храмови били затворени, осим Старе цркве на Башчаршији, када су пјевачи долазили из најудаљенијих дијелова града, гдје су се окупљали и пјевали. У њу се након низа година проведених изван црквеног живота, са обученом свештеничком мантијом, вратио прота Крстан Бијељац, којем хор дугује захвалност за све што је у том ратном периоду учинио. Данас хором диригује ђакон Душко Сандић, професор црквене музике и појања. Хор броји четрдесетак чланова, који активно учествују на светим богослужењима у сарајевским и другим црквама широм цијеле дабробосанске митрополије, под духовном бригом митрополита дабробосанског господина Николаја.

## Галерија
- Саборна црква у центру Сарајева
- Саборна црква у центру Сарајева
- Саборна црква у центру Сарајева
- Саборна црква у центру Сарајева
- Саборна црква у центру Сарајева
- Саборна црква у центру Сарајева
- Саборна црква у центру Сарајева
- Саборна црква у центру Сарајева
- Чесма у порти цркве
- Споменик у спомен српских свештених ликвидираних од стране Аустроугарске и њених поданика
- Витраж Светог Саве у цркви, дар Деспића